# PR-550
A Rodovia PR-550 é uma estrada pertencente ao governo do Paraná que liga a rodovia PR-218 (em Iguaraçu) à PR-317 (em Santa Fé), passando pela cidade de Munhoz de Melo.

## Denominação
- Rodovia Prefeito Gabriel de Oliveira Silva, em toda a sua extensão, de acordo com a Lei Estadual 15.282 de 22/09/2006.[1]

## Trechos da Rodovia
A rodovia possui uma extensão total de aproximadamente 12,7 km, podendo ser dividida em 2 trechos, conforme listados a seguir:
| Ponto de referência  | Extensão do trecho | Extensão acumulada | Situação    |
| -------------------- | ------------------ | ------------------ | ----------- |
| Entroncamento PR-218 | ---                | 0 km               | ---         |
| Munhoz de Melo       | 7,9 km             | 7,9 km             | Pavimentado |
| Entroncamento PR-317 | 4,8 km             | 12,7 km            | Pavimentado |

Extensão pavimentada: 12,7 km (100,00%)
Extensão duplicada: 0,0 km (0,00%)